# Église Saint-Grégoire de Tallard
L'église Saint-Grégoire de Tallard est l'église paroissiale de la commune de Tallard (Hautes-Alpes). Elle figure à l'inventaire des monuments historiques pour sa porte de façade ouvragée.

## Histoire
Avant 1562, l’église du village de Tallard se trouvait bien en dehors des remparts, au niveau du cimetière actuel. Elle était dédiée à saint Étienne. Mais en 1562 commencèrent les guerres de Religion entre catholiques et protestants. Gap était devenue protestante et avait un véritable chef de guerre du nom de Lesdiguières qui voulait absolument s’emparer de Tallard et notamment du château, qui était la plus grande bâtisse des Hautes-Alpes. Les Tallardiens décidèrent alors de détruire l’église Saint-Étienne, qui servait de repère aux «  huguenots », pour éviter l’invasion des protestants.

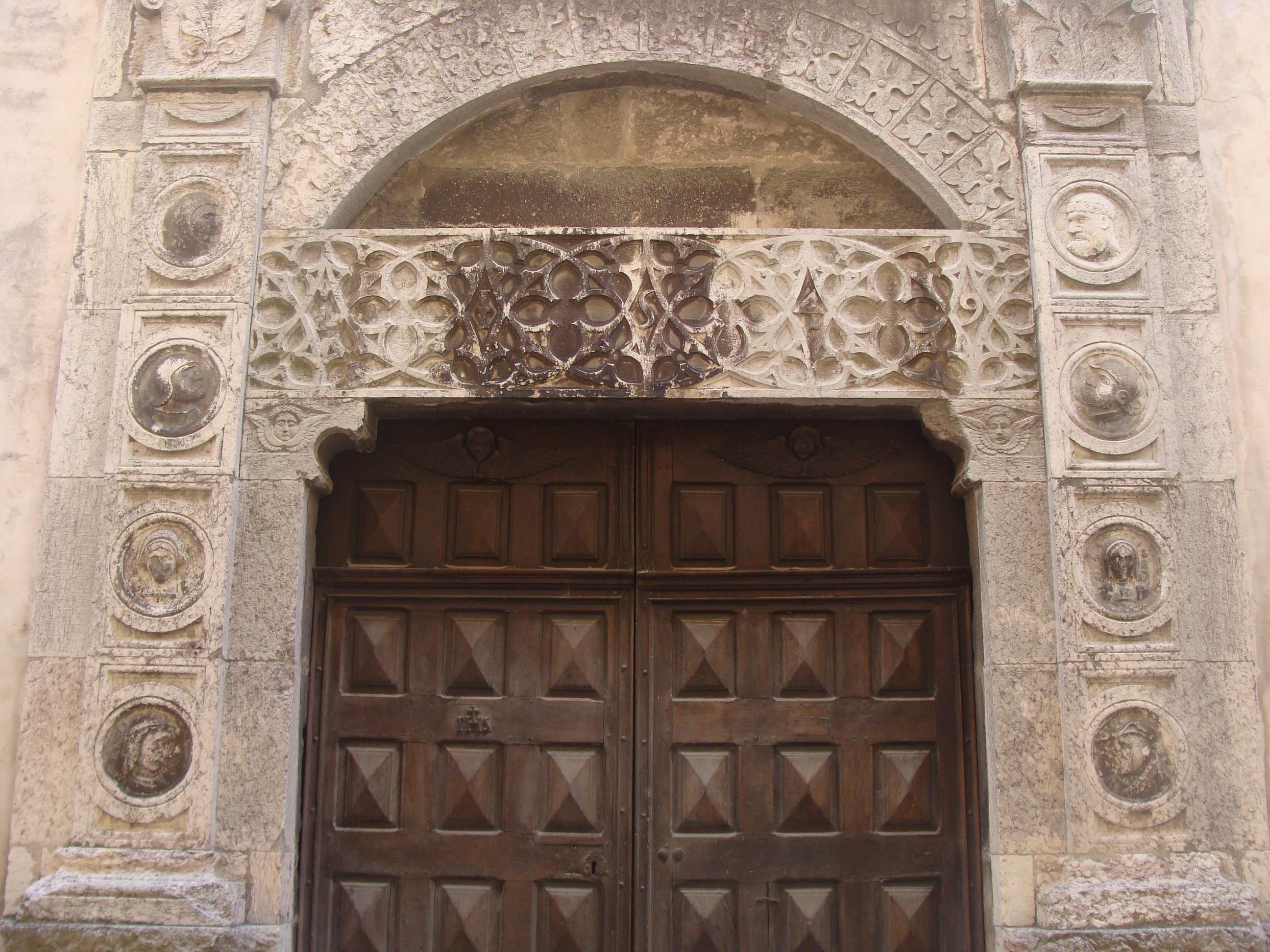
La porte de l'église, classée monument historique.

Les guerres de Religion terminées, les Tallardiens décidèrent de faire construire une nouvelle église, mais cette fois-ci à l’intérieur du village. Ils choisirent l’emplacement de deux chapelles, dont une dédiée à saint Grégoire. C’est de celle-ci que provient le grand portail central très ouvragé de style Renaissance. Cette « nouvelle » église fut construite entre 1640 (on peut voir la date de la pose de la première pierre au-dessus de la porte d’entrée) et 1644 (date sur la clé de voûte au-dessus du maître autel). L’auteur des plans de l’église était un Jésuite professeur à Embrun, le révérend père Léoutaud. L’entrepreneur était un Tallardien, Michel Reyberet.
Une fois terminée, on voulut lui donner comme titulaire saint Grégoire, évêque d'Amnice en Grande Arménie, devenu pèlerin et évangélisateur dans les Alpes du Sud, mort à Tallard en l'an 404. Mais on s’aperçut alors qu’il n’était pas canonisé. Après quelques demandes ce souhait fut rapidement accepté par le pape Innocent X, et l’on put enfin placer l’église sous le vocable du saint patron de la ville.
Le 30 mai 1931, l’église est classée monument historique. Depuis elle vit au rythme des messes, des concerts d’orgue et des annuels pèlerinages arméniens. La paroisse actuelle de Tallard regroupe les villages de Sigoyer, Fouillouse, Châteauvieux et Venterol.

## Éléments remarquables
Proches de l'entrée, les fonts baptismaux sont encastrés dans le mur du clocher. Ils datent du XVIe siècle. On peut voir à côté une bannière représentant saint Grégoire, offerte par les femmes de Tallard en 1840.

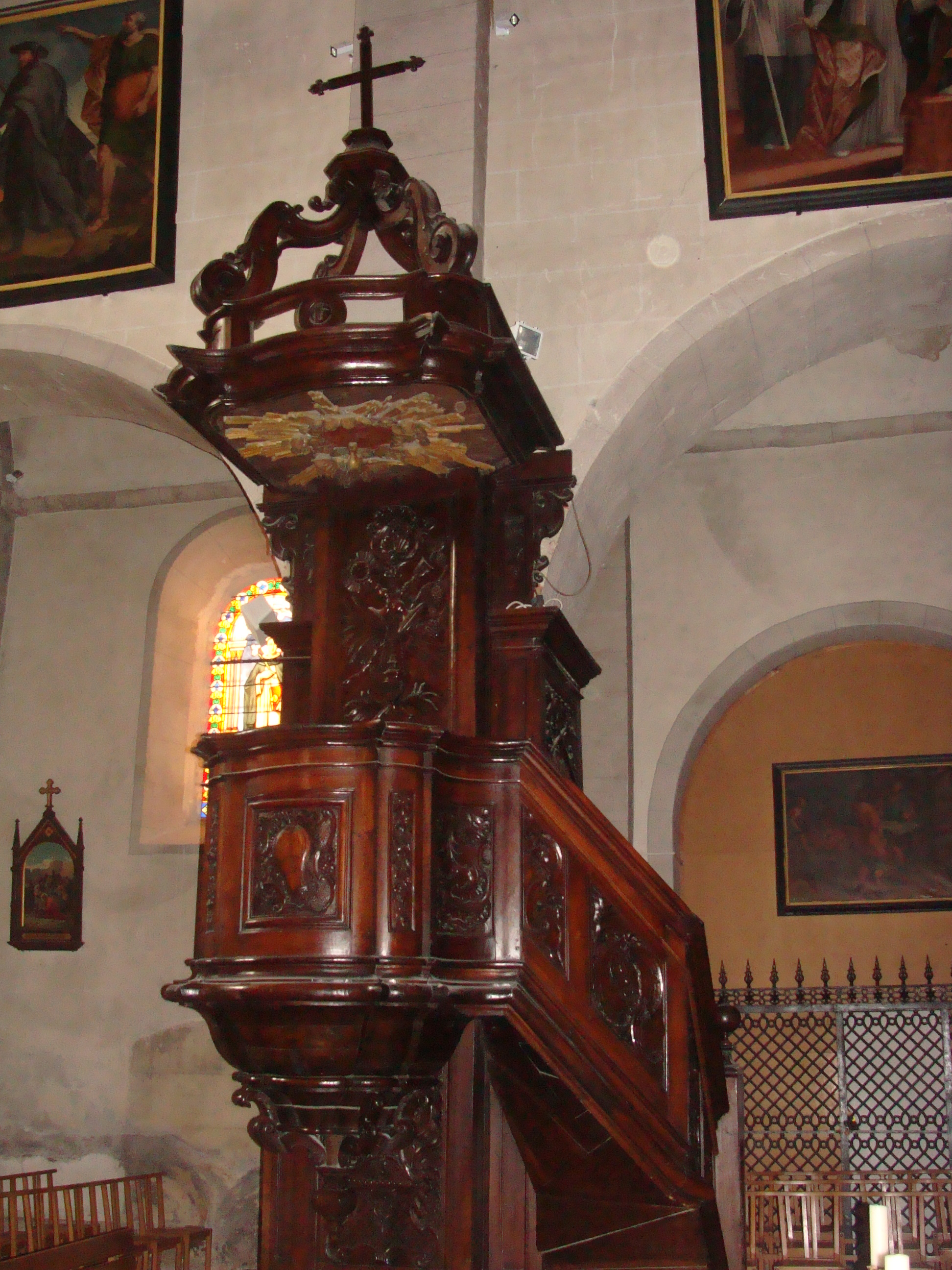
La chaire, en noyer sculpté.

La nef centrale est ornée de six tableaux retraçant la vie de saint Grégoire, exécutés en 1743 par deux peintres italiens, Amadeo Grassi et Silvestro Millesi. Ils ont été restaurés en 1839 puis en 1987. Sur la gauche, la chaire, construite au XVIIe siècle, est l’œuvre d’un Tallardien de nom inconnu. Toute en noyer, le travail de sculpture des ornements sacerdotaux et d’objets de culte y est admirable.
L’autel de marbre blanc a été commandé au XIXe siècle par « le chartreux », un lointain cousin du curé du village dont les aventures épiques sont racontés dans un livret écrit par le père Richard Duchamblo. Le tabernacle provient de l’ancien autel et date du XVIIIe siècle. Derrière l'autel se trouvent les orgues, datant du XVIe siècle ; elles seraient les plus anciennes en état de marche dans le sud-est de la France.

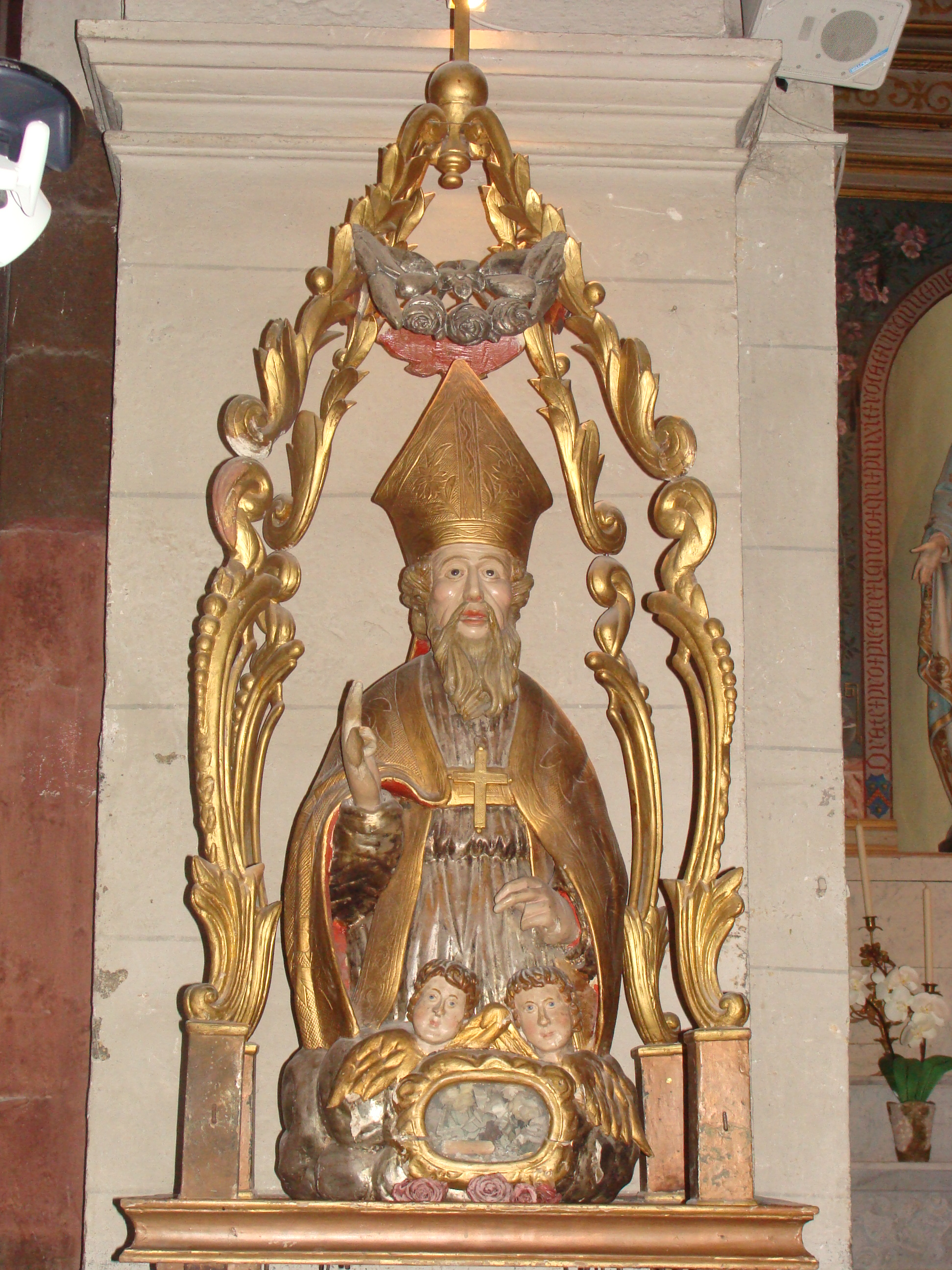
Le buste de saint Grégoire, en bois doré.

À droite de l’autel se trouve un buste de saint Grégoire. Aujourd’hui en bois doré, ce reliquaire était à l’origine en argent. Mais il fut réquisitionné en 1793 pour être fondu. Le vicaire de l’époque avait pris le soin d’enlever les reliques du saint homme avant de le donner aux autorités. Grâce à lui les reliques ont pu être remises dans le nouveau buste en bois par la suite. Il existe un autre reliquaire de saint Grégoire en forme de bras qui est exposé le 21 septembre lors du pèlerinage arménien.
Au-dessous de ce buste se trouve une plaque de marbre offerte par M. Takvorian au nom de la communauté arménienne. C’est une stèle funéraire, « kha’tch-kar » ou croix de pierre, que l’on trouve sur les tombes en Arménie. Celle-ci est une réplique d’un spécimen du XIIe siècle trouvé sur l’île d’Aghtamar.
Sur le côté gauche il faut noter la présence dans une niche d'une statue de saint Grégoire réalisée dans les années 1960, dans une pierre du pays par Marc Joffroy sculpteur amateur, domicilié à Chateauvieux.
La chapelle située à droite de l'autel est sous le vocable de Notre-Dame-de-Pitié ; elle fut construite en 1854 sur l’initiative de Mlle Eudoxie Amat, illustre personnage du village à l’époque, dont les armoiries sont visibles sur la clé de voûte. Celle de gauche, dédiée à saint Grégoire, est aussi nommée chapelle du Sacré-Cœur ; elle fut édifiée avec les fonds de la famille Saint-Barthélémy au XVIIe siècle.